# Brouwerij Riva
Brouwerij RIVA of Brouwerij Desplenter is een voormalige Belgische bierbrouwerij in het West-Vlaamse Dentergem. Vanaf 2005 tot het faillissement eind 2007 was ze officieel bekend als Liefmans Breweries.

## Evolutie
De brouwerij werd in 1896 opgericht aan de Wontergemstraat door Henri Desplenter. De stoombrouwerij werd in de jaren 1930 vervangen door een modernistisch gebouw. Vanaf 1927 was de leiding in handen van zoon Maurice Desplenter, die in 1950 werd opgevolgd door zijn zoon Yvan.
In 1968 richtte de familie Desplenter de vennootschap RIVA op. Het bedrijf bleef groeien en aan de Gottemstraat kwam een nieuwe brouwerij met een grotere capaciteit; de bottelarij en de administratie verhuisden naar de overkant van de Wontergemstraat. Het succes was grotendeels toe te schrijven aan het Dentergems Witbier, dat in de jaren zeventig werd gelanceerd. Het werd, in een samenwerking met verdeler Alken-Maes, de rechtstreekse concurrent voor het Hoegaards Witbier, verdeeld door Interbrew.
Om de capaciteit van de nieuwe brouwerij ten volle te benutten ging RIVA het overnamepad op. Ze kocht de merken Vondel en Lucifer en maakte van dit laatste een sterk blond bier, zodat de vergelijking met Duvel voor de hand lag. Ze verkreeg in 1988 de controle over Brouwerij De Halve Maan uit Brugge; toen deze weer onafhankelijk werd, behield RIVA het merk Straffe Hendrik. Brouwerij Liefmans werd in 1990 ingelijfd. Tussen 1991 en 1993 maakte Brouwerij Het Anker uit Mechelen deel uit van de groep. 

## Ondergang
Het begin van het einde werd ingeluid toen Alken-Maes de commerciële deal beëindigde en Brugs Tarwebier begon te verdelen. De familie Desplenter, ondertussen in de vierde generatie, zag zich geconfronteerd met een schuldenberg en een onderbenutting van de capaciteit. De familieleden verkochten in 2002 de brouwerij RIVA en haar andere belangen.
De nieuwe eigenaars waren brouwer Gino Vantieghem en Renaldo Delabie, met een financiële inbreng van vijf miljoen euro door Fortis Private Equity. Vantieghem had al hoge ogen gegooid met zijn Belgisch witbier Chambly voor de "Belgische" brouwerij Unibroue in Québec. De nieuwe bestuurders gaven aan RIVA in 2005 de nieuwe naam Liefmans Breweries, die commercieel interessanter klinkt. Onder de nieuwe vlag Liefmans Breweries werd in 2006 het nieuwe abdijbier Abdis uitgebracht.
Eind 2007 bleek dat de vennootschappen Liefmans Breweries en Brouwerij Liefmans niet meer aan hun betalingsverplichtingen konden voldoen. In een poging om bescherming te krijgen tegen hun schuldeisers werden de boeken neergelegd bij de handelsrechter van Kortrijk. Dit had echter een averechts effect: de handelsrechter sprak op 21 december 2007 het faillissement uit. De vennoten Vantieghem en Delabie poogden nog de brouwerij terug in handen te krijgen, maar de activa werden uiteindelijk toegewezen aan Duvel Moortgat.
Moortgat was enkel geïnteresseerd in Brouwerij Liefmans; de overige merken werden van de hand gedaan of verdwenen. De brouwerij in Dentergem werd gesloten, 54 personeelsleden verloren hun betrekking.

## Bieren
- Liefmans-gamma: overgenomen door Duvel Moortgat
- Straffe Hendrik, sinds 2008 terug in handen van de oorspronkelijke brouwer De Halve Maan[3]
- Lucifer, sinds 2009 in licentie gebrouwen door Het Anker[4]
- Dentergems Wit, sinds 2011 in licentie gebrouwen door Het Anker[5]
- Abdis, alias Capucine
- Vondel
- Jan van Gent
- Gouden Carolus, tot 1994 in een 50/50 partnerschap met Het Anker[6]